# Bitwa pod Radziechowem

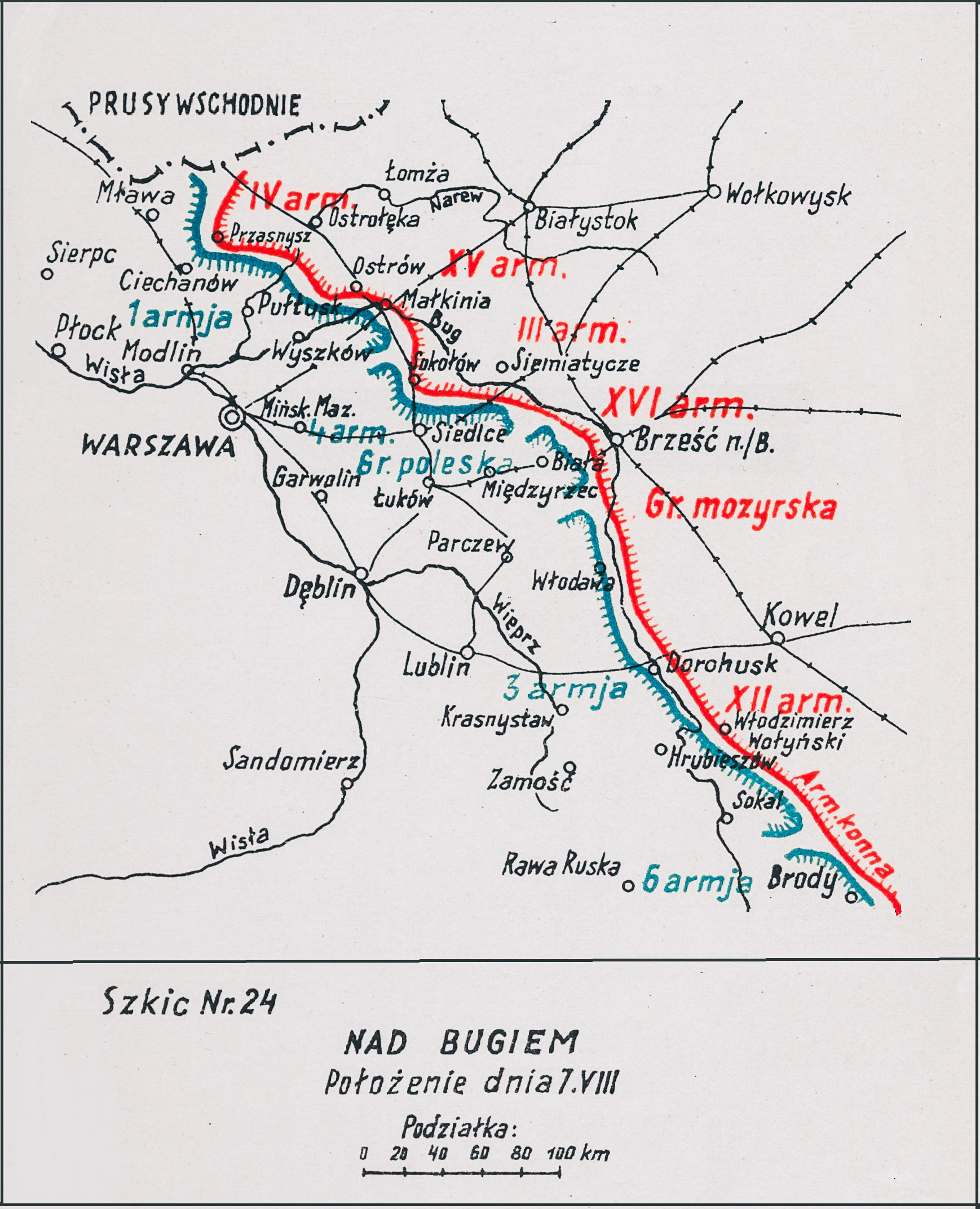
Adam Przybylski,
Wojna polska 1918–1921

Bitwa pod Radziechowem – walki polskiej 1 Dywizji Jazdy płk. Juliusza Rómmla z sowiecką 45 Dywizją Strzelców i oddziałami 1 Armii Konnej Siemiona Budionnego toczone w okresie ofensywy Frontu Południowo-Zachodniego w czasie wojny polsko-bolszewickiej.

## Geneza
W końcu lipca Naczelne Dowództwo Wojska Polskiego planowało uderzenie na prawe skrzydło nacierających wojsk Michaiła Tuchaczewskiego. Do przeprowadzenia operacji zamierzano użyć także jednostek ściągniętych z Frontu Południowo-Wschodniego generała Edwarda Rydza-Śmigłego. Warunkiem sukcesu było wcześniejsze pobicie 1 Armii Konnej Siemiona Budionnego w obszarze Brodów i Beresteczka.
Po pięciu dniach bitwy, szala zwycięstwa zaczęła przechylać się na stronę polską. Jednak sytuacja na Froncie Północnym, a szczególnie upadek Brześcia, zmusiła Naczelne Dowództwo Wojska Polskiego do przerwania bitwy.
W tym czasie dowódca sowieckiego Frontu Południowo-Zachodniego Aleksander Jegorow nakazał 1 Armii Konnej Budionnego zdobyć Lwów. Jej dywizje wdarły się w słabo obsadzoną lukę między polskimi 2 i 6 Armią, a 7 sierpnia pod Szczurowicami sforsowały Styr. 6 i 14 Dywizja Kawalerii z 45 Dywizją Strzelców miały działać zaczepnie w kierunku na Radziechów–Chołojów–Dobrotwór–Kamionkę Strumiłową, zaś 4 i 11 Dywizja Kawalerii na Busk. Północne skrzydło 1 Armii Konnej osłaniała walcząca pod Łuckiem 24 Dywizja Strzelców, a południowe 45 Dywizja Strzelców.
Działania opóźniające na tym kierunku prowadziła Grupa Operacyjna Jazdy generała Jana Sawickiego. 3 Armia gen. Zygmunta Zielińskiego pozostawała jeszcze nad Styrem do 5 sierpnia, a następnie rozpoczęła odwrót. 8 sierpnia 1 Dywizja Jazdy płk. Juliusza Rómmla starła się pod Antoninem z oddziałami sowieckiej 1 Armii Konnej Siemiona Budionnego.

## Walki pod Radziechowem
Natarcie na Radziechów
Po walkach pod Antoninem 1 Dywizja Jazdy otrzymała zadanie zorganizowania wypadu na Radziechów. Nocą z 10 na 11 sierpnia dywizja podeszła do miasteczka, licząc na zaskoczenie nieprzyjaciela. Maszerujący w awangardzie 9 pułk ułanów stwierdził, że miasteczko nie jest bronione, a oddziały Budionnego kwaterują w pobliskim lesie. Przypadkowo napotkany pododdział sowieckiej kawalerii został przez 9 pułk ułanów rozbity szarżą. Po ocenie sytuacji, dowódca dywizji płk Juliusz Rómmel nakazał 9 pułkowi ułanów kontynuować natarcie. Również od czoła, w kierunku lasu, miał nacierać 1 pułk ułanów. Na oddzielnym kierunku działał 11 pułk ułanów. Miał on dokonać obejścia kompleksu leśnego od północy i uderzyć na skrzydło i tyły Kozaków. Zanim 11 pułk ułanów zdołał wyjść na tyły przeciwnika, ten wycofał się, a łupem ułanów padło pięćdziesięciu jeńców z 45 Dywizji Strzelców i pięć ckm-ów. Walki pod Radziechowem przypłacili Polacy stratą 29 poległych i rannych.
Po walce 8., 1. i 12 pułk ułanów oraz sztab dywizji kwaterowały w Radziechowie. W godzinach wieczornych 12 sierpnia do sztabu dywizji nadszedł rozkaz z Naczelnego Dowództwa WP. Na jego podstawie nastąpiło rozwiązanie Grupy Operacyjnej Jazdy. Z dziewięciu pułków ułanów zostały utworzone trzy brygady, zespolone w „nowej” 1 Dywizji Jazdy pod dowództwem płk. Rómmla. Po przeprowadzeniu reorganizacji 6 Brygadę Jazdy tworzyły 1., 12., 14 pułki ułanów, 7 Brygadę Jazdy 2 pułk szwoleżerów, 8. i 9 pułk ułanów, 1 Brygadę Jazdy 5., 11. i 17 pułk ułanów.
Obrona Radziechowa
W nowej strukturze organizacyjnej 3. i 4 Brygada Jazdy zgrupowała się w rejonie Radziechowa, a 1 Brygada Jazdy w Chołojowie. 13 sierpnia od strony północnej pod Radziechów podeszła sowiecka 45 Dywizja Strzelców, a od czoła 14 Dywizja Kawalerii. Pułkownik Rómmel do walki ugrupował swoje oddziały w trzech rzutach. W I rzucie posiadał 14. i 9 pułk ułanów oraz 2 pułk szwoleżerów, w II rzucie 8, 1 i 12 pułk ułanów, zaś w III rzucie 5, 17 i 11 pułk ułanów. Wysunięte stanowisko dowodzenia dywizji jazdy ulokowano na wieży kościelnej w Radziechowie. Oddziały 45 DS uderzyły na pozycje obronne 9 pułku ułanów. Ten odparł atak, ale sąsiedni 2 pułk szwoleżerów, pod nieobecność swojego dowódcy, samowolnie opuścił stanowiska, nie informując o tym sąsiadów i dowódcy dywizji. W lukę weszły oddziały Armii Czerwonej, dotarły do Radziechowa i zaatakowały sztab dywizji oraz baterię artylerii konnej. Dopiero szarża 8 pułku ułanów uratowała sytuację i odrzuciła Sowietów z miasteczka. Około 14.30 dowódca dywizji płk Rómmel wydał rozkaz odwrotu. Wycofanie realizowano pod ogniem nieprzyjacielskiej artylerii i broni maszynowej strzelców. Szczególnie uciążliwy był pościg prowadzony przez kozaków Budionnego. Aby zatrzymać sowieckich kawalerzystów, pod Pawłowem na nieprzyjaciela skutecznie uderzył 8 pułk ułanów. Pozwoliło to na w miarę sprawne prowadzenie przez 1 Dywizję Jazdy działań opóźniających.

## Bilans walk
Walki pod Radziechowem zatrzymały na trzy dni marsz 1 Armii Konnej Siemiona Budionnego na zachód i dały stronie polskiej czas na obsadzenie linii Bugu.
Komunikat prasowy Sztabu Generalnego z 14 sierpnia 1920 donosił:

Grupa naszej jazdy, zasilona oddziałam i piechoty zmaga się w rejonie Radziechowa i Chołojowa z przeważającem i siłami armjii konnej Budionnego. Dowództwo frontu zarządziło w celu skrócenia linji odpornej cofnięcie się nad Bug,  przyczem musiano opuścić znów Brody.